# 125a Brigada Mixta (Exèrcit Popular de la República)
La 125a Brigada Mixta va ser una unitat de l'Exèrcit Popular de la República que va participar en la Guerra Civil Espanyola. Pertanyia a la 28a Divisió, va tenir un paper rellevant durant la contesa.

## Historial
La 125a Brigada Mixta va ser creada el 28 d'abril de 1937 sobre la base de l'antic regiment «Durruti», de la columna miliciana «Ascaso». La unitat resultant quedaria integrada en la 28a Divisió, també de nova creació, amb el major de milícies Miguel García Vivancos com a cap de la unitat. No obstant això, en el comandament de la brigada se succeirien els caps, i Vicancos fou succeït pel major de milícies Antonio Aguilá Collantes i aquest, poc després, per major de milícies Juan Mayordomo Moreno. Durant la resta de l'any la 125a BM va estar present en el front d'Osca, contribuint al setge de la capital de província i sense prendre part en altres accions.
Al febrer de 1938, trobant-se en l'àrea de Montsó, va ser enviada al front de Terol en auxili de les forces republicanes allí destacades. Després de la seva arribada, el 12 de febrer va atacar les posicions franquistes en «La Torana», sense èxit. Entre els dies 24 i 28 va haver de fer front a nombrosos atacs franquistes en aquesta zona, després de la qual cosa es retiraria als plans de Valdecebro. Amb posterioritat la 125a BM va prendre part en les campanyes d'Aragó i Llevant, on va haver de retirar-se en diverses ocasions davant la pressió enemiga. Per al 24 de juliol es trobava situada en la línia XYZ, a Viver-Xèrica. No obstant això, a causa de les abundants baixes sofertes, degué ser retirada a Xelva.
El mes d'agost la 125a BM va ser enviada al front d'Extremadura, ara sota el comandament del comandant d'infanteria Ricardo Meléndez Ramos. Per a cobrir les seves pèrdues al front de Llevant va rebre reforços procedents de la 83a Brigada Mixta. A la seva arribada a la Puebla de Alcocer va quedar situada com a reserva de la 28a Divisió, al nord del «Vèrtex Cabezuela» —prop de la carretera que unia Cabeza del Buey amb Zarza-Capilla. La brigada va arribar a prendre part en els atacs republicans que intentaven tallar les línies franquistes en el sortint de Cabeza del Buey. El 21 de setembre va passar a rellevar a la 191a Brigada Mixta en la carretera de Cabeza de Buey a Sancti-Spíritus.
Al començament de desembre la 66a Brigada Mixta la va rellevar en les seves posicions i la 125a BM va ser enviada a Chillón per a ser sotmesa a una reorganització. Unes setmanes després, el gener de 1939, va participar al costat de la resta de la divisió en la ruptura del front enemic al sud de Sierra Trapera-Sierra Mesegara, on es va mantenir fins a començaments de febrer. Durant els combats la unitat va sofrir unes baixes que van afectar el 40% dels seus efectius, per la qual cosa seria retirada del front per a ser reestructurada.
Fins al final de la guerra no prendria part en més accions.

## Comandaments
Comandants
- Major de milícies Miguel García Vivancos;[5]
- Major de milícies Antonio Aguilá Collantes;
- Major de milícies Juan Mayordomo Moreno;[n. 2]
- Comandant d'infanteria Ricardo Meléndez Ramos;
- Major de milícies Germán Riera Condal;

Comissaris
- Juan Tenaguillo Cano, de la CNT;[7]